# Gattjina
 For alternative betydninger, se Gattjina (flertydig). (Se også artikler, som begynder med Gattjina)
Gattjina (russisk: Гатчина; tr. Gattjina) er en by i Leningrad oblast i den europæiske del af Den Russiske Føderation. Byen ligger ca. 45 kilometer syd for Sankt Petersborg og har et indbyggertal på 91.719 (2024) indbyggere. Den er hovedby i Gattjina rajon.
Byen voksede op omkring Gattjina-slottet, en af den den russiske kejserfamilies hovedresidenser i 1700- og 1800-tallet. Hele slotsområdet sammen med den byens centrum blev optaget på UNESCOs verdensarvsliste i 1990 i henhold til kriterierne i, ii, iv og vi.